# جولات التصفيات في كأس الكونفيدرالية الإفريقية 2011
هذه الصفحة توفر ملخصات لمباريات جولات التصفيات لدور المجموعات من كأس الاتحاد الكونفدرالي الأفريقي لكرة القدم 2011.
أصدر الجدول الزمني للبطولة في أكتوبر 2010، وقرعة جميع جولات البطولة عقدت في القاهرة في 20 ديسمبر 2010.
مواجهات التصفيات موضوعة على ساقين، مع الأهداف الاجمالية تستخدم لتحديد الفائز. إذا يكون الجانبين متساويين إجمالياً بعد الساق الثانية، قانون الأهداف خارج القواعد سوف يطبق، وإذا لا يزالون متساويين، المواجهة تمضوا إلى ضربات الترجيح (لا يتم لعب وقت إضافي).

## الدور التمهيدي
هذه الجولة هي طريقة إخراج المغلوب من مباراتي الذهاب والإياب بين 46 فريق لم يتم اعفائهم من لعب الدور التمهيدي.
ساق الأولى: 28–30 يناير 2011؛ ساق الثانية: 11–13 فبراير و 25–27 فبراير 2011.
| تفراغ زينا | 0 – 0 | ريال بماكو |
| ---------- | ----- | ---------- |
|            |       |            |

| ريال بماكو | 0 – 1 | تفراغ زينا             |
| ---------- | ----- | ---------------------- |
|            |       | علي شيخ ولد فولاني 62' |

تفراغ زينا فاز 1 – 0 باجمالي المباراتين ويذهب إلى الدور الأول.
| ميسيلي | 0 – 4 | إنتر ستار |
| ------ | ----- | --------- |
|        |       |           |

| إنتر ستار | 0 – 1 | ميسيل |
| --------- | ----- | ----- |
|           |       |       |

ميسيل فاز 4 – 1 باجمالي المباراتين ويذهب إلى الدور الأول.
| أي سي ليوبارد | 1 – 1 | إيتنكيليس |
| ------------- | ----- | --------- |
|               |       |           |

| إيتنكيليس | 2 – 0 | أي سي ليوبارد |
| --------- | ----- | ------------- |
|           |       |               |

أي سي ليوبارد فاز 3 – 1 باجمالي المباراتين ويذهب إلى الدور الأول.
| توريه كوندا فوتبرو | 1 – 2 | بورتس أوثوريتي |
| ------------------ | ----- | -------------- |
|                    |       |                |

| بورتس أوثوريتي | 2 – 2 | توريه كوندا فوتبرو |
| -------------- | ----- | ------------------ |
|                |       |                    |

توريه كوندا فوتبرو فاز 4 – 3 باجمالي المباراتين ويذهب إلى الدور الأول.
| شباب باتنة           | 2 – 2 | النصر                              |
| -------------------- | ----- | ---------------------------------- |
| أحمين فزاني 46'، 58' | تقرير | خالد حسين 38' · شرف الدين عطية 56' |

| النصر                         | 2 – 2 | شباب باتنة                       |
| ----------------------------- | ----- | -------------------------------- |
| أنيس زغب 9' · أبو بكر رجب 58' | تقرير | مساعدية أحمد 5' · بوشوق سعيد 36' |

الإجمالي 4 – 4 النصر فاز بالضربات الترجيح ويذهب إلى الدور الأول.
| ديناميك توغولايس | 0 – 0 | الساحل |
| ---------------- | ----- | ------ |
|                  |       |        |

| الساحل | 0 – 0 | ديناميك توغولايس |
| ------ | ----- | ---------------- |
|        |       |                  |

الإجمالي 0 – 0 ديناميك توغولايس فاز بالضربات الترجيح ويذهب إلى الدور الأول.

## الدور الأول
هذه الجولة هي طريقة إخراج المغلوب من مباراتي الذهاب والإياب بين 32 فريق؛ 23 فريق من الدور التمهيدي و 9 فرق تلقت دخول مباشر لهذه الجولة.
ساق الأولى: 18-20 مارس 2011؛ ساق الثانية: 1-3 إبريل 2011.
| شبيبة القبائل      | 0 – 1 | تفراغ-زينا |
| ------------------ | ----- | ---------- |
| شمس الدين نساخ 26' | تقرير |            |

| تفراغ-زينا           | 2 – 1 | شبيبة القبائل           |
| -------------------- | ----- | ----------------------- |
| ولد مختار 65' (ضرب.) | تقرير | شمس الدين نساخ 33'، 58' |

شبيبة القبائل فاز 3 – 1 باجمالي المباراتين ويذهب إلى الدور الثاني.
| النيل الحصاحيصا    | 1 – 1 | ميسيل            |
| ------------------ | ----- | ---------------- |
| أسامة التعايشة 55' | تقرير | هيرفي أوسونو 56' |

| ميسيل                                       | 1 – 2 | النيل الحصاحيصا    |
| ------------------------------------------- | ----- | ------------------ |
| مبا ميسوني غيوفروي 12' · داني كارل ماكس 65' | تقرير | محمد شيخ الدين 27' |

ميسيل فاز 3 – 2 باجمالي المباراتين ويذهب إلى الدور الثاني.
| أول اغسطس                                                     | 0 – 2 | أي سي ليوبارد |
| ------------------------------------------------------------- | ----- | ------------- |
| أنتونيو بيرناردو فيليسيانو 37' · ديفيلوكا سيماو ناشيمينتو 74' | تقرير |               |

| أي سي ليوبارد          | 0 – 1 | أول اغسطس |
| ---------------------- | ----- | --------- |
| لوتونو دولي 77' (ضرب.) | تقرير |           |

أول اغسطس فاز 2 – 1 باجمالي المباراتين ويذهب إلى الدور الثاني.
| الفتح الرباطي                       | 0 – 2 | توريه كوندا بوتبرو |
| ----------------------------------- | ----- | ------------------ |
| هشام الفاتحي 9' · علاء المسكيني 71' | تقرير |                    |

| توريه كوندا بوتبرو                     | 1 – 2 | الفتح الرباطي       |
| -------------------------------------- | ----- | ------------------- |
| سليمان ديالو 73' · شيخ تيديان سامب 87' |       | عبد الإله منصور 89' |

الفتح الرباطي فاز 3 – 2 باجمالي المباراتين ويذهب إلى الدور الثاني.
| الخرطوم | w/o | النصر |
| ------- | --- | ----- |
|         |     |       |

الخرطوم ذهب إلى الدور الثاني بعد انسحاب النصر. المواجهة كانت مقررة أن تلعب على ساق واحدة بسبب الوضع السياسي في ليبيا، لكن لم تأخذ مكانها.
| المغرب الفاسي | 0 – 0 | الساحل |
| ------------- | ----- | ------ |
|               | تقرير |        |

| الساحل     | 2 – 1 | المغرب الفاسي                    |
| ---------- | ----- | -------------------------------- |
| أبو بكر ?' | تقرير | قادر فال 11' · محمد الشيحاني 82' |

المغرب الفاسي فاز 2 – 1 باجمالي المباراتين ويذهب إلى الدور الثاني.
| النجم الساحلي                                      | 0 – 3 | أشتاني غولد |
| -------------------------------------------------- | ----- | ----------- |
| لمجد الشهودي 43' · دانيلو بيترولي بوينو 65'، 90+4' | تقرير |             |

| أشتاني غولد              | 1 – 2 | النجم الساحلي    |
| ------------------------ | ----- | ---------------- |
| ثيوفيلوس أنوباه 67'، 74' | تقرير | لمجد الشهودي 60' |

النجم الساحلي فاز 4 – 2 باجمالي المباراتين ويذهب إلى الدور الثاني.
| كادونا يونايتد                | 0 – 2 | فولا إيديفيك |
| ----------------------------- | ----- | ------------ |
| علي آدمو 37' · لينوس أدمز 55' | تقرير |              |

| فولا إيديفيك | 0 – 1 | كادونا يونايتد |
| ------------ | ----- | -------------- |
| ? قالب:ضرب.  |       |                |

كادونا يونايتد فاز 2 – 1 باجمالي المباراتين ويذهب إلى الدور الثاني.
| الإسماعيلي               | 0 – 2 | سوفاباكا |
| ------------------------ | ----- | -------- |
| أبو جريشة 10' · حسني 15' | تقرير |          |

| سوفاباكا                                                                     | 0 – 4 | الإسماعيلي |
| ---------------------------------------------------------------------------- | ----- | ---------- |
| أنثوني كيماني 26' · بوب موغاليا 32' · تيتوس مولاما 37' · باتريك كاغوغو 90+5' | تقرير |            |

سوفاباكا فاز 4 – 2 باجمالي المباراتين ويذهب إلى الدور الثاني.
| سانت إلوي لوبوبو    | 0 – 1 | نشانغا رينجرز |
| ------------------- | ----- | ------------- |
| غارينغتون نغوما 21' | تقرير |               |

| نشانغا رينجرز | 2 – 0 | سانت إلوي لوبوبو                     |
| ------------- | ----- | ------------------------------------ |
|               | تقرير | تاموندلي زيونغا 56' · تادي أغيتي 90' |

سانت إلوي لوبوبو فاز 3 – 0 باجمالي المباراتين ويذهب إلى الدور الثاني.
| ويتس             | 1 – 1 | أي اس أديما               |
| ---------------- | ----- | ------------------------- |
| مارك هاسكينس 52' |       | كريستيان راكوتونيرينا 57' |

ملاحظة: ساق الأولى لعبت في الأصل يوم 20 مارس 2011 (تنطلق 15:00 UTC+02:00)، لكن توقفت بعد نصف الوقت مع نتيجة 0 – 0 بسبب الأمطار الغزيرة، وأعيدت في اليوم التالي.
| أي اس أديما           | 0 – 2 | ويتس |
| --------------------- | ----- | ---- |
| جان با 70' · تيتا 87' | تقرير |      |

أي اس أديما فاز 3 – 1 باجمالي المباراتين ويذهب إلى الدور الثاني.
| الأولمبي الباجي                     | 0 – 2 | الدفاع الجديدي |
| ----------------------------------- | ----- | -------------- |
| المناعي 90+3' · كامارا 90+4' (ضرب.) | تقرير |                |

| الدفاع الجديدي                           | 0 – 3 | الأولمبي الباجي |
| ---------------------------------------- | ----- | --------------- |
| عادل كروشي 30' · عبد الصمد رفيق 70'، 81' | تقرير |                 |

الدفاع الجديدي فاز 3 – 2 باجمالي المباراتين ويذهب إلى الدور الثاني.
| الاتحاد الرياضي | w/o | أفريكا سبورتس |
| --------------- | --- | ------------- |
|                 |     |               |

الاتحاد الرياضي ذهب إلى الدور الثاني بعد انسحاب أفريكا سبورتس. المواجهة كانت مقررة أن تلعب على ساق واحدة (في أكرا، غانا يوم 3 إبريل 2011) بسبب الأوضاع السياسية في كوت ديفوار. لكن لم تأخذ مكانها.
| سانشاين ستارز                       | 0 – 2 | تيكو يونايتد |
| ----------------------------------- | ----- | ------------ |
| كيود عابدون 47' · أجاني إبراهيم 75' | تقرير |              |

| تيكو يونايتد | 1 – 0 | سانشاين ستارز        |
| ------------ | ----- | -------------------- |
|              | تقرير | ديلي أولورونداري 88' |

سانشاين ستارز فاز 3 – 0 باجمالي المباراتين ويذهب إلى الدور الثاني.
| فيكتورس أي سي   | 1 – 1 | موتيما بيمبي         |
| --------------- | ----- | -------------------- |
| يودا موغالو 19' | تقرير | إيلونغو نغاسانجا 80' |

| موتيما بيمبي        | 0 – 1 | فيكتورس أي سي |
| ------------------- | ----- | ------------- |
| نكانو مبيافانغا 90' | تقرير |               |

الإجمالي 1 – 1 موتيما بيمبي يذهب حسب الأهداف خارج القواعد إلى الدور الثاني.
| حرس الحدود                                                                 | 0 – 4 | ديديبيت |
| -------------------------------------------------------------------------- | ----- | ------- |
| أحمد حسن مكي 7' · محمد حليم 58' · عبد الرحمن محيي 78' · أحمد عبد الغني 88' | تقرير |         |

| نادي ديديبيت    | 1 – 1 | حرس الحدود           |
| --------------- | ----- | -------------------- |
| داويت فيكادو 2' | تقرير | أحمد عبد الغني 90+5' |

حرس الحدود فاز 5 – 1 باجمالي المباراتين ويذهب إلى الدور الثاني.

## الدور الثاني
هذه هي طريقة إخراج المغلوب من 16 فريق تأهلوا من الدور الأول؛ الفائزون سوف يذهبوا إلى جولة الملحق.
ساق الأولى: 22–24 إبريل 2011؛ ساق الثانية: 6–8 مايو 2011.
| ميسيل                                                               | 0 – 3 | شبيبة القبائل |
| ------------------------------------------------------------------- | ----- | ------------- |
| جيوفري نغامه إيسونو 47' · كلاود مفي مينتسا 60' · ماكس داني كارل 81' | تقرير |               |

| شبيبة القبائل                                    | 0 – 3 | ميسيل |
| ------------------------------------------------ | ----- | ----- |
| سعد تجار 16' (ضرب.)، 35' · سيد علي يحيى شريف 65' | تقرير |       |

الإجمالي 3–3 شبيبة القبائل فاز بالضربات الترجيح وذهب إلى جولة الملحق.
| الفتح الرباطي | 1 – 1 | أول اغسطس  |
| ------------- | ----- | ---------- |
| رشيد روكي 82' | تقرير | فوفانا 90' |

| أول اغسطس        | 0 – 1 | الفتح الرباطي |
| ---------------- | ----- | ------------- |
| أمارو 33' (ضرب.) | تقرير |               |

أول اغسطس فاز 2–1 بالإجمالي وذهب إلى جولة الملحق.
| المغرب الفاسي                                                              | 1 – 5 | الخرطوم            |
| -------------------------------------------------------------------------- | ----- | ------------------ |
| محمد الشيحاني 13' · طارق السكتيوي 38'، 50' (ضرب.)، 57' · حمزة أبو رزوق 81' | تقرير | محمد حسن الطيب 73' |

| الخرطوم                               | 0 – 2 | المغرب الفاسي |
| ------------------------------------- | ----- | ------------- |
| صلاح الأمير 9' · عبد الحميد عماري 16' |       |               |

المغرب الفاسي فاز 5–3 بالإجمالي وذهب إلى جولة الملحق.
| كادونا يونايتد | w/o | النجم الساحلي |
| -------------- | --- | ------------- |
|                |     |               |

كادونا يونايتد ذهب إلى جولة الملحق بعد أن منح المواجهة من قبل الكاف، بعد رفض النجم الساحلي السفر إلى نيجيريا للساق الأولى بسبب المخاوف الأمنية الناجمة عن أعمال الشغب في البلاد عقب انتخابات الرئاسة النيجيرية 2011. الساق الأولى كانت مقرر أن تلعب يوم 23 إبريل 2011 في أبيوكوتا (نقلت من كادونا من قبل كادونا يونايتد بسبب أعمال الشغب)، لكن النجم الساحلي لم يسافر إلى نيجيريا، وطلب من الاتحاد الأفريقي لكرة القدم لتأجيل.
| سانت إلوي لوبوبو                                 | 1 – 2 | سوفاباكا         |
| ------------------------------------------------ | ----- | ---------------- |
| تامونديلي زيونغا قالب:ضرب. · أوسفالد كالامبا 41' | تقرير | هومفري ميينو 89' |

| سوفاباكا | 0 – 1 | سانت إلوي لوبوبو |
| -------- | ----- | ---------------- |
|          |       |                  |

الإجمالي 2–2 سوفاباكا ذهب حسب الأهداف خارج القواعد إلى جولة الملحق.
| الدفاع الجديدي                                         | 0 – 3 | أي اس أديما |
| ------------------------------------------------------ | ----- | ----------- |
| زكرياء حدراف 15'، 78' · عبد الرحيم الشاكر 90+3' (ضرب.) | تقرير |             |

| أي اس أديما     | 0 – 1 | الدفاع الجديدي |
| --------------- | ----- | -------------- |
| تيالا كينيدي 3' |       |                |

الدفاع الجديدي فاز 3–1 بالإجمالي وذهب إلى جولة الملحق.
| سانشاين ستارز            | 0 – 2 | الاتحاد الرياضي |
| ------------------------ | ----- | --------------- |
| سانداي إيمانويل 67'، 90' | تقرير |                 |

| الاتحاد الرياضي | 0 – 1 | سانشاين ستارز |
| --------------- | ----- | ------------- |
|                 |       |               |

سانشاين ستارز فاز 2–1 بالإجمالي وذهب إلى جولة الملحق.
| حرس الحدود                              | 1 – 2 | موتيما بيمبي        |
| --------------------------------------- | ----- | ------------------- |
| أحمد حسن مكي 17' · أحمد سعيد 54' (ضرب.) | تقرير | تريسوري ماتوندو 21' |

| موتيما بيمبي | 1 – 2 | حرس الحدود |
| ------------ | ----- | ---------- |
|              |       |            |

الإجمالي 3–3 موتيما بيمبي فاز بالضربات الترجيح وذهب إلى جولة الملحق.

## الملحق لدور المجموعات
هذه هي جولة خروج مغلوب من 16 فريق: الفرق الثمانية الذين ذهبوا من الدور الثاني، والفرق الثمانية التي قضت في دوري أبطال أفريقيا الدور الثاني. في كل مواجهة، فائز من كأس الكونفدرالية الدور الثانية يلعب ضد خاسر من دوري الأبطال الدور الثاني، مع فائز كأس الكونفدرالية يستضيف الساق الثانية على أرضه. من ناحية أخرى، المصنف الأعلى فائز كأس الكونفدرالية والمصنف الأعلى خاسر دوري الأبطال لن يوضعون ضد بعضهم البعض. الفائزون يذهبون إلى دور المجموعات.
| الفائزين من كأس الاتحاد الكونفدرالي الدور الثاني - شبيبة القبائل (أعلى تصنيف) - أول اغسطس - موتيما بيمبي - سوفاباكا - المغرب الفاسي - الدفاع الجديدي - سانشاين ستارز - كادونا يونايتد | الخاسرين من دوري الأبطال الدور الثاني - وفاق سطيف (أعلى تصنيف) - إنتر لواندا - أسيك ميموسا - الاتحاد - الوداد الرياضي - دياراف - النادي الإفريقي - زيسكو يونايتد - سيمبا / الوداد البيضاوي (خاسر الملحق بسبب استبعاد تي. بي. مازيمبي) |

ساق الأولى: 27–29 مايو 2011؛ ساق الثانية: 10–12 يونيو 2011.
| وفاق سطيف           | 0 – 1 | كادونا يونايتد |
| ------------------- | ----- | -------------- |
| عبد الرحمن حشود 78' |       |                |

| كادونا يونايتد | ضد | وفاق سطيف |
| -------------- | -- | --------- |
|                |    |           |

الفائز يذهب إلى دور المجموعات.
| شبيبة القبائل | 1 – 1 | دياراف          |
| ------------- | ----- | --------------- |
| 57'           |       | نبيل يعلاوي 52' |

| دياراف | ضد | شبيبة القبائل |
| ------ | -- | ------------- |
|        |    |               |

الفائز يذهب إلى دور المجموعات.
| النادي الإفريقي                               | 3-0 | سوفاباكا |
| --------------------------------------------- | --- | -------- |
| خالد المليتي '4 خالد المليتي '45 حمزة المسعدي |     |          |

| سوفاباكا | ضد | النادي الإفريقي |
| -------- | -- | --------------- |
|          |    |                 |

الفائز يذهب إلى دور المجموعات.
| سانشاين ستارز | ضد | الاتحاد |
| ------------- | -- | ------- |
|               |    |         |

الفائز يذهب إلى دور المجموعات. الساق تلعب على ساق واحدة بسبب الوضع السياسي في ليبيا.
| زيسكو يونايتد | ضد | المغرب الفاسي |
| ------------- | -- | ------------- |
|               |    |               |

| المغرب الفاسي | ضد | زيسكو يونايتد |
| ------------- | -- | ------------- |
|               |    |               |

الفائز يذهب إلى دور المجموعات.
| سيمبا / الوداد البيضاوي | ضد | موتيما بيمبي |
| ----------------------- | -- | ------------ |
|                         |    |              |

| موتيما بيمبي | ضد | سيمبا / الوداد البيضاوي |
| ------------ | -- | ----------------------- |
|              |    |                         |

الفائز يذهب إلى دور المجموعات.
| أسيك ميموسا | ضد | أول اغسطس |
| ----------- | -- | --------- |
|             |    |           |

| أول اغسطس | ضد | أسيك ميموسا |
| --------- | -- | ----------- |
|           |    |             |

الفائز يذهب إلى دور المجموعات.
| إنتر لواندا | ضد | الدفاع الجديدي |
| ----------- | -- | -------------- |
|             |    |                |

| الدفاع الجديدي | ضد | إنتر لواندا |
| -------------- | -- | ----------- |
|                |    |             |

الفائز يذهب إلى دور المجموعات.

## وصلات خارجية
- كأس الاتحاد الكونفدرالي الأفريقي
- مباريات تصفيات الدور التمهيدي، تصفيات الدور الأول، وتصفيات الدور الثاني